# Баньйос-де-ла-Енсіна
Баньйос-де-ла-Енсіна (ісп. Baños de la Encina) — муніципалітет в Іспанії, у складі автономної спільноти Андалусія, у провінції Хаен. Населення — 2733 особи (2010).
Муніципалітет розташований на відстані близько 250 км на південь від Мадрида, 44 км на північ від Хаена.
На території муніципалітету розташовані такі населені пункти: (дані про населення за 2010 рік)
- Баньйос-де-ла-Енсіна: 2607 осіб
- Ель-Сентенільйо: 126 осіб

## Демографія
Динаміка населення (INE ):

## Галерея зображень

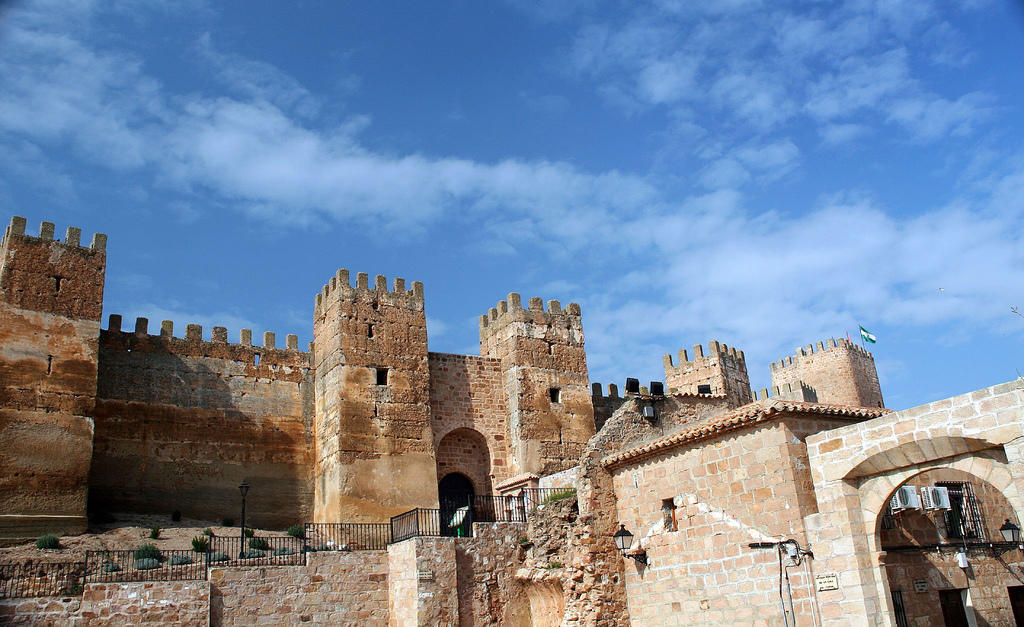
Замок Бургалімар
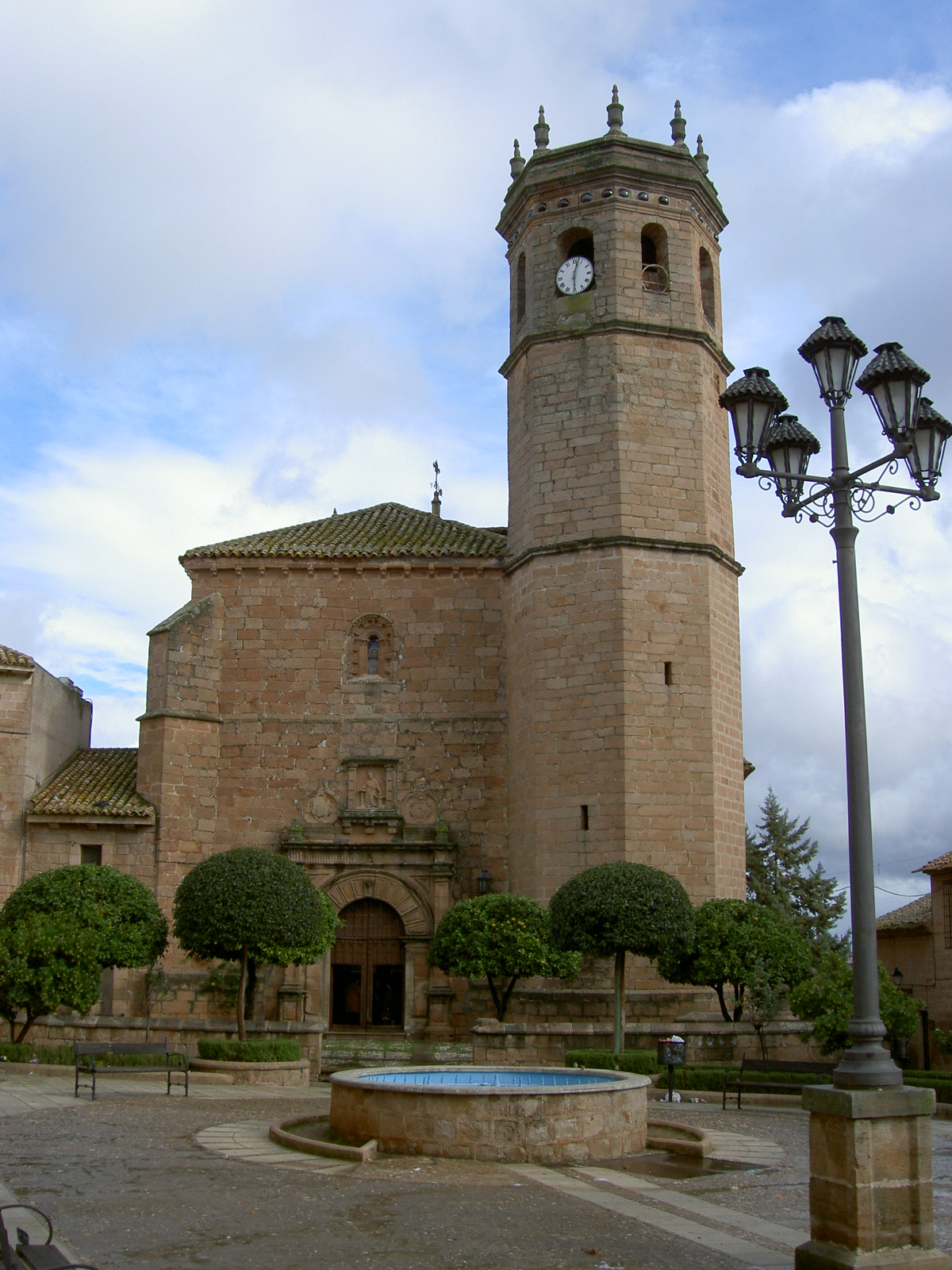
Церква Сан-Матео, вид з Пласа-де-ла-Констітусьйон